# Старт (Крістіансанн)
«Старт» (норв. «Idrettsklubben Start») — норвезький футбольний клуб із Крістіансанна. Заснований у 1905 році.

## Досягнення
- Чемпіонат Норвегії
  - Чемпіон (2): 1978, 1980
  - Віце-чемпіон (1): 2005
  - Бронзовий призер (7): 1973, 1975, 1979, 1983, 1984, 1991, 1992

## Виступи в єврокубках
| Сезон   | Турнір                       | Раунд                     | Клуб                  | Вдома | У гостях | Результат        |
| ------- | ---------------------------- | ------------------------- | --------------------- | ----- | -------- | ---------------- |
| 1974–75 | Кубок УЄФА                   | Перший раунд              | Юргорден              | 1–2   | 0–5      | 1–7              |
| 1976–77 | Кубок УЄФА                   | Перший раунд              | Ваккер (Інсбрук)      | 0–5   | 1–2      | 1–7              |
| 1977–78 | Кубок УЄФА                   | Перший раунд              | Фрам                  | 6–0   | 2–0      | 8–0              |
| 1977–78 | Кубок УЄФА                   | Другий раунд              | Айнтрахт (Брауншвейг) | 1–0   | 0–4      | 1–4              |
| 1978–79 | Кубок УЄФА                   | Перший раунд              | Есб'єрг               | 0–0   | 0–1      | 0–1              |
| 1979–80 | Кубок європейських чемпіонів | Перший раунд              | Страсбур              | 1–2   | 0–4      | 1–6              |
| 1981–82 | Кубок європейських чемпіонів | Перший раунд              | АЗ                    | 1–3   | 0–1      | 1–4              |
| 2006—07 | Кубок УЄФА                   | 1-й кваліфікаційний раунд | Скала                 | 3–0   | 1–0      | 4–0              |
| 2006—07 | Кубок УЄФА                   | 2-й кваліфікаційний раунд | Дрогеда Юнайтед       | 1–0   | 0–1      | 1–1 (пен. 11–10) |
| 2006—07 | Кубок УЄФА                   | Перший раунд              | Аякс                  | 2–5   | 0–4      | 2–9              |